# 亨丽埃塔街
53°21′09″N 6°16′12″W / 53.35250°N 6.27000°W

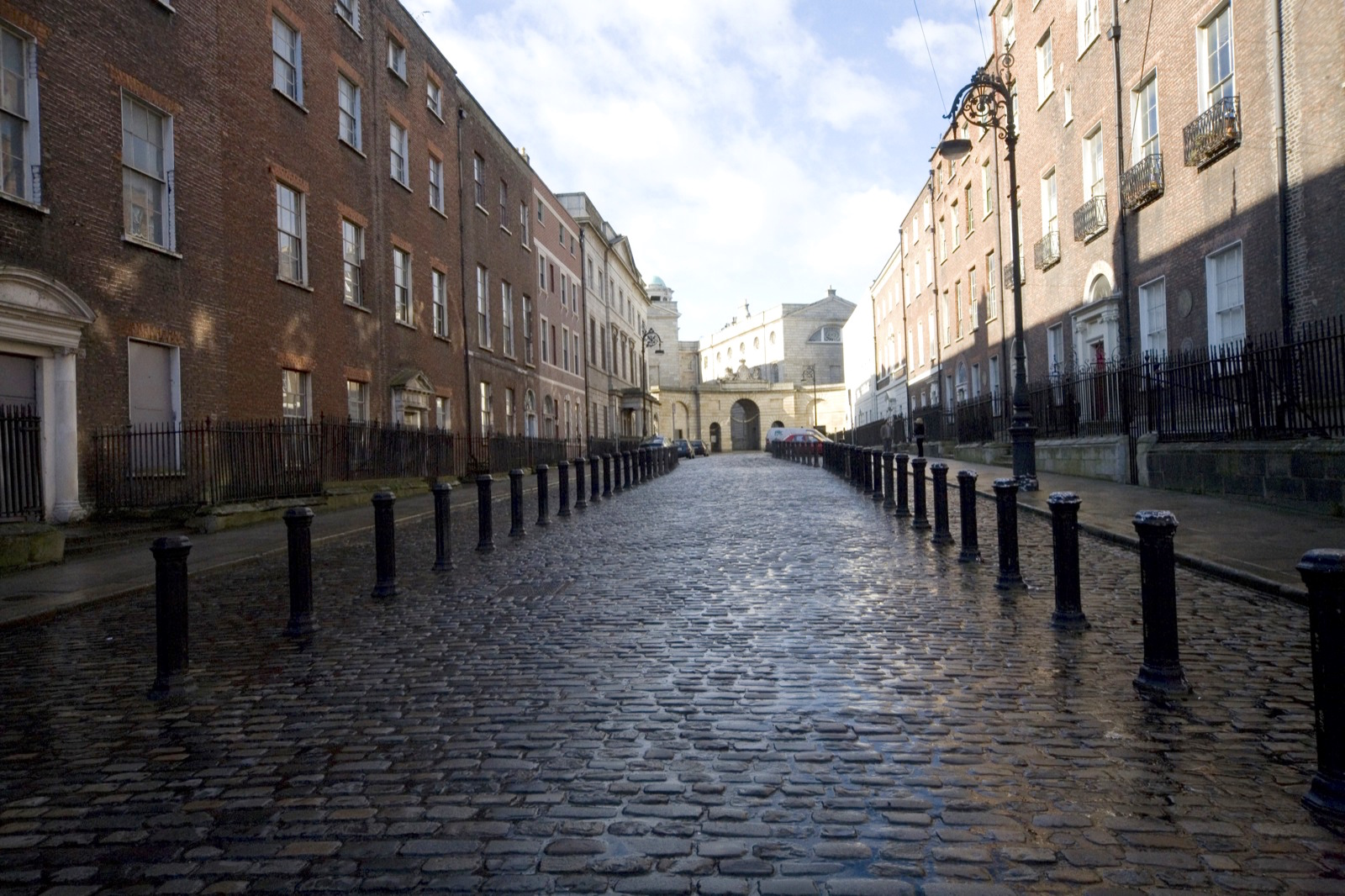
亨丽埃塔街

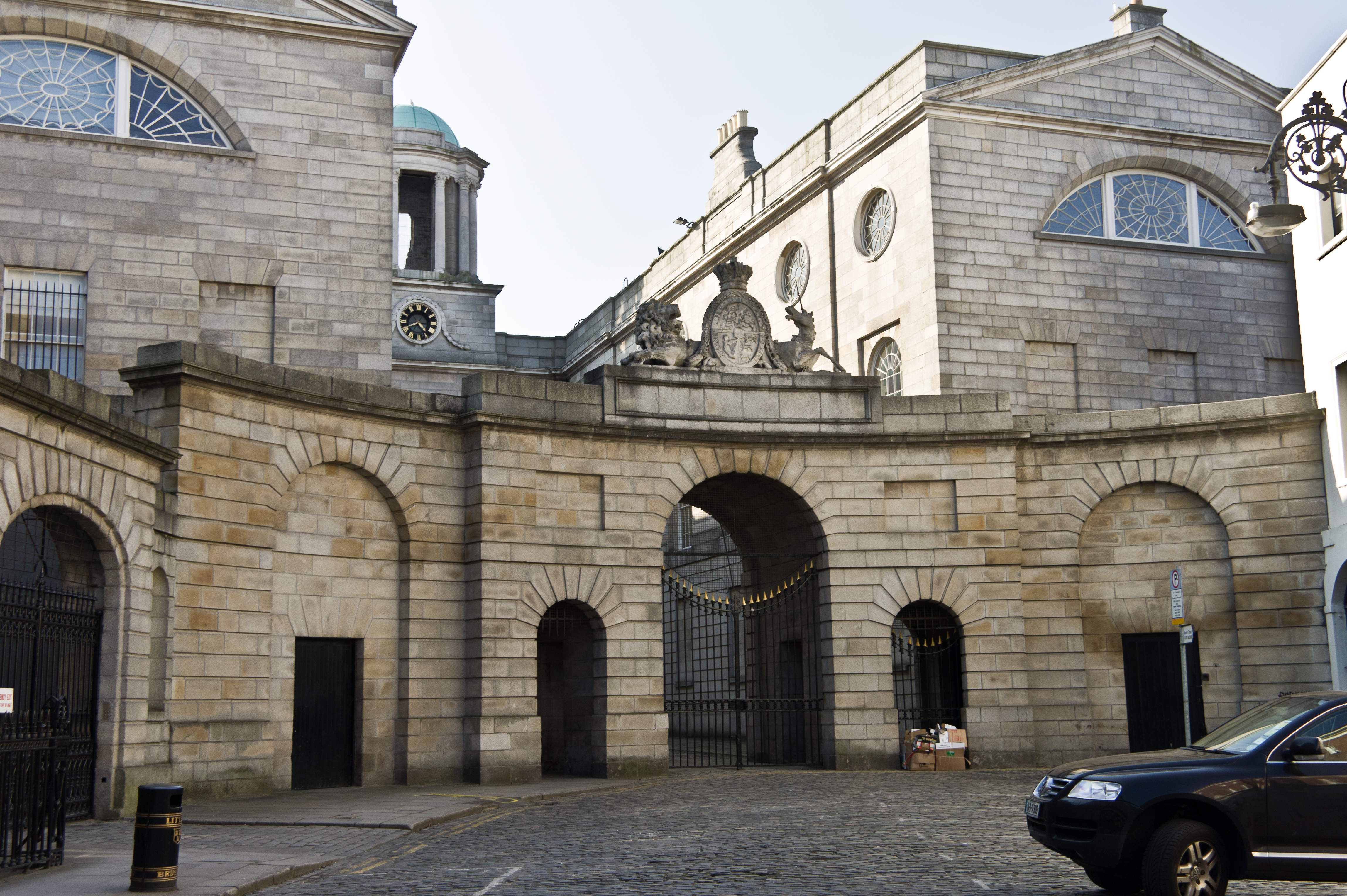
国王律师公会

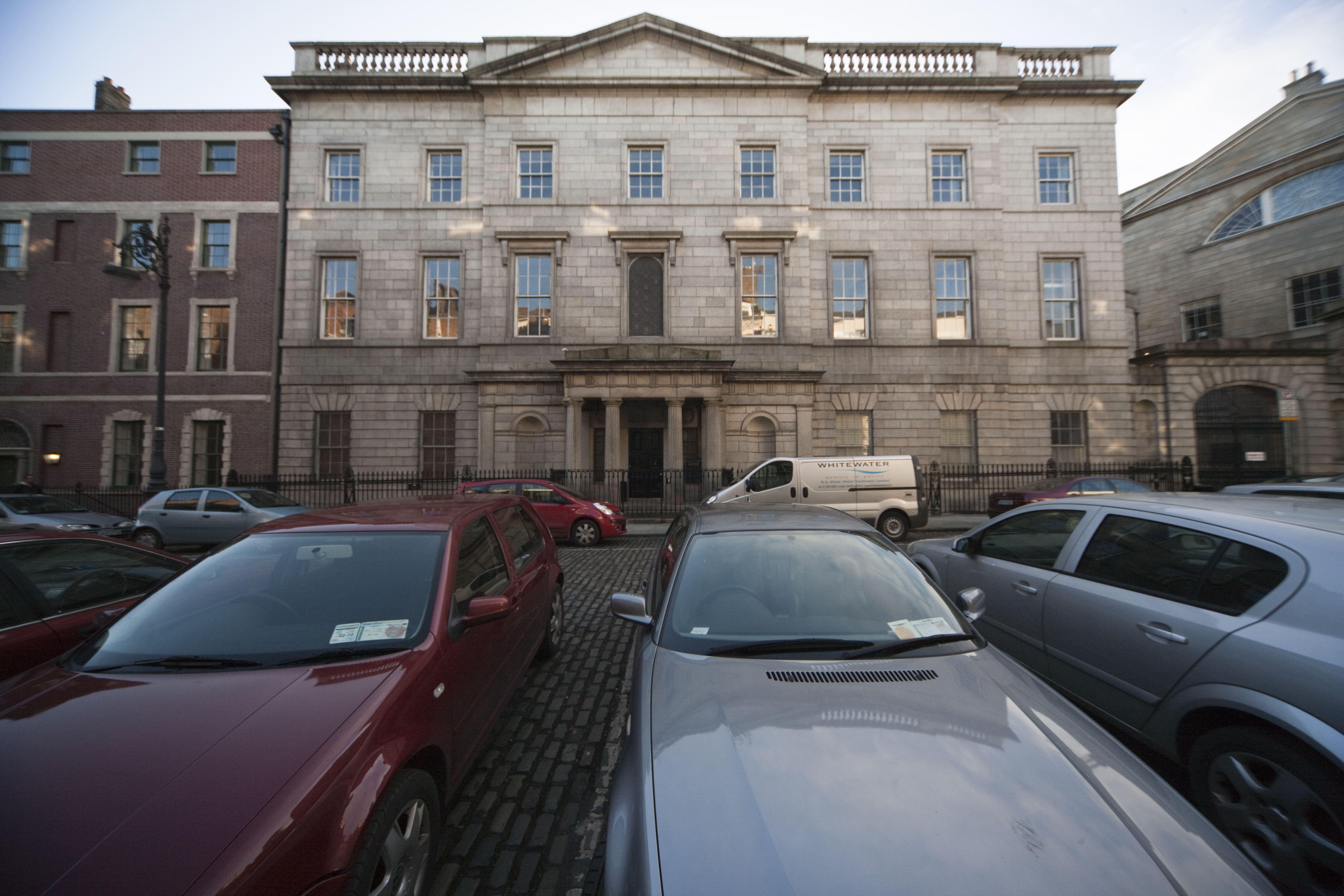
国王律师公会的法律图书馆，建于1824-1832年

亨丽埃塔街（Henrietta Street，爱尔兰语：Sráid Henrietta）是都柏林北部的一条街道，在博尔顿街以北。它是由卢克·加德纳在1720年代布局和开发。这是街道与18世纪其他城市相比算是很宽，沿街有许多非常大的乔治风格的红砖建筑。这条街是得名于第2任格拉夫顿公爵查尔斯·菲茨罗伊的妻子亨丽埃塔，或者第2任博尔顿公爵查尔斯·波莱的妻子亨丽埃塔。附近的博尔顿街得名于博尔顿公爵。
亨丽埃塔街是都柏林最早的乔治风格街道。这条街于1720年代中期，在1721年加德纳家族购买的土地上开始建设。到1750年代建造仍在进行。 加德纳府邸由理查德·卡素设计，供其本人自用。
这条街被称为“首席主教山”（Primate's Hill），因为其中曾有一座住宅属于阿玛总主教。不过这座房屋已经与另外两座房屋一同被拆，兴建国王律师公会的法律图书馆。
这条街在19世纪和20世纪年久失修，大住宅变成了出租屋，不过近年来正在努力恢复。
目前在这条街上有13所房子。这条街是一条死路，面向它的西端是国王律师公会的法律图书馆。
这个地点受到影视公司的欢迎。《變裝男侍》、福伊尔战争等影片都是在此拍摄。